# Lijst van afleveringen van Big Time Rush
Dit is een lijst van afleveringen van de televisieserie Big Time Rush.

## Overzicht
| Seizoen       | Aantal afleveringen | Uitgezonden                         | Verschijningsdatum dvd | Verschijningsdatum dvd | Verschijningsdatum dvd | Verschijningsdatum dvd |
| Seizoen       | Aantal afleveringen | Uitgezonden                         | Deel 1                 | Deel 2                 | Deel 1                 | Deel 2                 |
| ------------- | ------------------- | ----------------------------------- | ---------------------- | ---------------------- | ---------------------- | ---------------------- |
| 1             | 20                  | 28 november 2009 – 20 augustus 2010 | 29 maart 2011          | 21 juni 2011           | 16 november 2011       | 19 september 2012      |
| 2             | 29                  | 25 september 2010 – 28 januari 2012 | 31 oktober 2012        | 3 juli 2013            | 21 november 2012       | 19 juni 2013           |
| Televisiefilm | Televisiefilm       | 10 maart 2012                       | onbekend               | onbekend               | onbekend               | onbekend               |
| 3             | 12                  | 12 mei 2012 – 10 november 2012      | onbekend               | onbekend               | onbekend               | onbekend               |
| 4             | 13                  | 2 mei 2013 – 25 juli 2013           | onbekend               | onbekend               | onbekend               | onbekend               |

## Seizoen 1 (2009 - 2010)
| Nr. | Aflevering | Titel                                              | Regisseur            | Schrijver                   | Uitzenddatum     | Productiecode |  |
| --- | ---------- | -------------------------------------------------- | -------------------- | --------------------------- | ---------------- | ------------- |  |
| 1 & 2 | 1 & 2      | Big Time Auditie (Big Time Audition)               | Savage Steve Holland | Scott Fellows               | 28 november 2009 | 101 & 102     |  |
| Vier hockeyspelers uit Minnesota – Kendall Knight (Kendall Schmidt), James Diamond (James Maslow), Carlos Garcia (Carlos Pena, Jr.) en Logan Mitchell (Logan Henderson) – ontdekken dat producer Gustavo Rocque (Stephen Kramer Glickman) op zoek is naar nieuw muzikaal talent. Ze besluiten naar de auditie te gaan om Diamond de kans te geven een beroemde popster te worden. Alle vier moeten echter deelnemen aan de auditie, wat niet volgens plan verloopt. Producer Rocque maakt kritische opmerkingen over Diamond, waarop Knight boos reageert door het 'drollenlied' voor hem te zingen. Rocque is onder de indruk van Knight en nodigt hem uit om naar Los Angeles te komen. Knight accepteert het aanbod, maar alleen op voorwaarde dat zijn drie vrienden ook mee mogen en dat Rocque hen samen omvormt tot een boyband. Rocque gaat akkoord, maar krijgt van de CEO van de platenmaatschappij slechts drie dagen om van de jongens, die weinig zang- en danservaring hebben, een veelbelovende band te maken. Door hun gedrag worden de jongens aanvankelijk ontslagen, maar ze beseffen al snel dat ze zich moeten bewijzen. Ze zetten zich serieus in en geven uiteindelijk een optreden als 'Big Time Rush' voor CEO Griffin, die hen daarop drie maanden geeft om een demo op te nemen. |            |                                                    |                      |                             |                  |               |  |
| 3 | 3          | Big Time Rocque School (Big Time School of Rocque) | Savage Steve Holland | David Schiff                | 18 januari 2010  | 104           |  |
| De jongens moeten naast de muziekproductie ook gewoon naar school blijven gaan. Ze willen graag naar de Palm Woods-school, maar worden verplicht om lessen te volgen op de school van Rocque. Ze proberen hem echter te overtuigen hen toch naar de Palm Woods-school te laten gaan. Ondertussen wil Katie (Ciara Bravo) ook naar de Palm Woods-school, vooral nadat zij een "slechte les" kreeg van haar moeder (Challen Cates). Ze mag echter alleen naar de Palm Woods-school als ze in een commercial heeft gespeeld. De receptionist, Mr. Bitters (David Anthony Higgins), helpt haar om deze kans te krijgen. |            |                                                    |                      |                             |                  |               |  |
| 4 | 4          | Big Time Appartement (Big Time Crib)               | David Kendall        | Scott Fellows               | 22 januari 2010  | 103           |  |
| De jongens willen hun saaie appartement in de Palm Woods graag opknappen en een modernere uitstraling geven. Ze nemen alle plannen van Rocque mee om hun appartement te verbouwen. Het vernieuwde appartement blijkt echter bedoeld te zijn voor het opnemen van een videoclip. Uiteindelijk besluit Rocque dat ze hun nieuwe appartement toch zelf mogen blijven gebruiken. |            |                                                    |                      |                             |                  |               |  |
| 5 | 5          | Big Time Bad Boy                                   | Joe Menendez         | Lazar Saric                 | 29 januari 2010  | 105           |  |
| De bestuursvoorzitter van de platenmaatschappij wil dat een van de leden van Big Time Rush de rol van een bad boy op zich neemt. Rocque kiest Knight hiervoor, maar dit blijkt geen succes. Vervolgens komt er een nieuw bandlid bij, genaamd "Wayne Wayne," die van zichzelf al een bad boy is. Omdat er echter maar plaats is voor vier leden in Big Time Rush, moet één van hen eruit. Wayne Wayne en Knight raken verwikkeld in een strijd om te bewijzen wie de echte bad boy is. Ondertussen vindt mevrouw Knight dat Katie een vriendin nodig heeft. Katie sluit vriendschap met de 11-jarige Molly, maar ontdekt al snel dat er iets vreemds aan haar is. Molly blijkt eigenlijk een 20-jarige actrice te zijn die zich voordoet als een 11-jarige, in de hoop op deze manier in Hollywood een rol te krijgen. |            |                                                    |                      |                             |                  |               |  |
| 6 | 6          | Big Time Liefdeslied (Big Time Love Song)          | Jon Rosenbaum        | Scott Fellows               | 5 februari 2010  | 106           |  |
| De jongens worden alle vier verliefd op een nieuw meisje, Jo, en strijden om haar aandacht. Diamond krijgt echter een allergische reactie door een lichaamsspray, waarna Kelly (Tanya Chisholm) hem naar de dokter brengt. Rocque heeft intussen een persoonlijke assistent genaamd Vrachttrein. Voor school moet Katie een verslag schrijven over wie zij als haar grootste held ziet, en ze kiest hiervoor Rocque. Griffin vraagt Rocque om een rustig liefdeslied te schrijven, maar uiteindelijk wordt het een energiek, snel liefdeslied. |            |                                                    |                      |                             |                  |               |  |
| 7 | 7          | Big Time Villa (Big Time Mansion)                  | Joe Menendez         | Jed Spingarn                | 12 februari 2010 | 107           |  |
| Wanneer Rocque vijf dagen nodig heeft om de nieuwe boyband The Windmills te begeleiden, bieden de jongens aan om op zijn villa te passen. Ze krijgen de instructie om alles netjes te houden en niets aan te raken, anders riskeren ze ontslag. Dit loopt volledig uit de hand wanneer ze zijn huis compleet vernielen. Ondertussen mist mevrouw Knight haar zoon Kendall. Katie doet alsof ze ziek is om haar moeder hiermee op te beuren. |            |                                                    |                      |                             |                  |               |  |
| 8 | 8          | Big Time Foto (Big Time Photo Shoot)               | Jonathan Judge       | Ron Holsey                  | 26 februari 2010 | 108           |  |
| De jongens zijn in Palm Woods ernstig gewond geraakt. Dit komt doordat ze op een poster staan in Pop Tiger. De reden is een flashback van een dag eerder. De jongens komen voor het eerst op het poster als Big Time Rush. Helaas worden Gustavo en Kelly opgepakt nadat zij de brievenbus van Matthew McConaughey hebben vernield. Griffin wil graag van hen space matadors met knuffelhonden maken. De jongens proberen dit te voorkomen en dan een eigen foto te maken met hun eigen stijl. Ondertussen gaan Katie en haar moeder een handtekening vragen van Dak Zevon. Alleen moeten ze proberen om door de bewaking heen te komen. De jongens hebben een eigen foto, maar zijn wel gewond geraakt door een groep meiden. Hun foto staat achter die van Dak Zevon. |            |                                                    |                      |                             |                  |               |  |
| 9 | 9          | Big Time Solo (Big Time Break)                     | Paul Lazarus         | Lazar Saric                 | 5 maart 2010     | 109           |  |
| De jongens krijgen van Gustavo een dagje vrij. Logan wil graag naar de wiskundeles van Phoebe Nachee. Op die school zitten alleen maar meisjes, dus Logan zoekt een plan om binnen te komen. Carlos is zijn helm kwijt. Hij krijgt hulp van zijn vader die een politieagent is. Ze zoeken uit wie zijn helm heeft gestolen. James probeert samen met Camille een rol te krijgen in een toneelstuk. Kendall en Katie onderzoeken of Jo echt een vriendje heeft. |            |                                                    |                      |                             |                  |               |  |
| 10 | 10         | Big Time Demo (Big Time Demos)                     | Henry Chan           | Scott Fellows               | 19 maart 2010    | 110           |  |
| De jongens willen in Los Angeles blijven, maar worden gedwongen om weer naar huis te gaan als de platenmaatschappij hun demo niet kiest. Mercedes Griffin, Griffins dochter, doet zich voor als de kiezer van de demo. De jongens worden gedwongen haar vriendjes te zijn, anders kiest zij niet hun demo. De jongens willen haar vriendjes niet meer zijn. Mercedes loopt kwaad weg. Later komt ze terug en vertelt de jongens dat niet zij de demo's kiest, maar een chimpansee. De jongens ontvoeren de chimpansee en leren hem dol te worden op Big Time Rush. Dit verloopt echter niet volgens plan. Ondertussen wordt mvr. Knight de assistent-manager van Mr. Bitters om zo in hun appartement te kunnen blijven, omdat hun huurcontract verloopt. |            |                                                    |                      |                             |                  |               |  |
| 11 | 11         | Big Time Feestje (Big Time Party)                  | Jon Rosenbaum        | Dave Schiff                 | 2 april 2010     | 111           |  |
| De jongens ontdekken dat ze niet zijn uitgenodigd op hun eigen feestje bij Rocque Records, dus besluiten ze een eigen feest te geven in Palm Woods. De jongens hebben al twee fouten omdat ze de regels hebben overtreden, als ze er nog een krijgen worden ze Palm Woods uitgegooid. Geen feestjes is een van die regels. Ze noemen het feestje daarom ook 'gezellig samenzijn', waar geen regel tegen is. Ze spreken af dat ieder 3 personen mag vragen. Het feest wordt alleen groter als Carlos erachter komt dat hij een sms naar als zijn contacten in zijn telefoon heeft gestuurd. Mr. Bitters hoort van het feestje, maar Kendall en Jo proberen hem af te leiden. Mercedes en Camille claimen beiden Logan als hun date, en Logan probeert wat tijd met hen door te brengen zonder dat de ander erachter komt. |            |                                                    |                      |                             |                  |               |  |
| 12 | 12         | Big Time Baantje (Big Time Jobs)                   | David Kendall        | Ron Holsey                  | 16 april 2010    | 113           |  |
| Gustavo is het zat om telkens maar te betalen voor de dingen die de jongens stuk hebben gemaakt, dus om een stukje verantwoordelijkheid te leren, moeten de jongens van Gustavo een baan nemen om hem zijn $ 2.000,30 terug te betalen en ze mogen tot die tijd geen gebruik maken van hun geliefde zwembad in Palm Woods. Carlos wordt Gustavo's productieassistent, terwijl James probeert een model te worden met Katie als zijn manager. Kendall en Logan beginnen aan een babysitservice, maar dit lijkt moeilijker dan verwacht. Ze laten de kinderen auto's wassen om zo meer geld te verdienen. Carlos krijgt problemen als de geautomatiseerde koffiemachine C.A.L. vijandig wordt en Carlos aanvalt met schuim. De jongens betalen Gustavo terug, maar door alle problemen die veroorzaakt zijn door de baantjes, moeten ze meer geld terugbetalen waardoor Gustavo blijft zitten met de rekening. |            |                                                    |                      |                             |                  |               |  |
| 13 | 13         | Big Time Dag met Deke (Big Time Blogger)           | Savage Steve Holland | Dave Schiff                 | 23 april 2010    | 116           |  |
| De jongens moeten Deke onder de indruk brengen, een persoon wiens woorden hun carrière kan beïnvloeden. Gustavo huurt mensen in om de jongens te trainen zodat ze een goede "Dag Met Deke" hebben, maar Deke schrijft een slechte recensie dus de jongens moeten hem van gedachten laten veranderen voordat hij zijn recensie publiceert. Ondertussen komt Gustavo in de problemen nadat hij op "Scuttlebutter" (een parodie van Twitter) een scutbut had willen versturen dat hij Brusselse lof haat, maar in plaats daarvan verzonden had dat hij Brussel haat, de hoofdstad van België. |            |                                                    |                      |                             |                  |               |  |
| 14 | 14         | Big Time Spook (Big Time Terror)                   | Savage Steve Holland | Scott Fellows               | 8 mei 2010       | 114           |  |
| Gustavo trekt bij de jongens in in Palmwoods omdat zijn villa overstroomd is. De jongens willen dit niet en daarom doen Kendall en James er alles aan om hem weer te laten vertrekken. Ondertussen proberen Carlos en Mr. Bitters te bewijzen dat er een spook in Palmwoods is, terwijl Logan probeert te bewijzen dat er geen spook is. |            |                                                    |                      |                             |                  |               |  |
| 15 | 15         | Big Time Dans (Big Time Dance)                     | Fred Savage          | Lazar Saric                 | 4 juni 2010      | 115           |  |
| De Palmwoods school houdt haar eerste dansfeest en Big Time Rush moet het regelen. Ze vragen aan Gustavo of ze het dansfeest in Rocque Records mogen houden. Dat mag van Gustavo op één voorwaarde, namelijk dat ze zullen zingen tijdens het dansfeest. Omdat ze het te druk hebben met een date te zoeken, roept Gustavo de hulp in van Mr. X die de jongens onderweg de danspassen leert. Kendall en Katie proberen een date voor hun moeder te regelen, die niemand anders wil dan de enige echte Fabio. Jo is boos, omdat Kendall haar niet heeft gevraagd voor het feest, maar Kendall dacht dat ze al samen zijn. De Jennifers willen alle drie met Carlos naar het feest, alleen niet Carlos als eigen persoon. Logan druft Camille niet mee te vragen naar het feest en James vraagt per ongeluk heel veel meiden mee naar het feest in zijn poging om Logan te helpen. |            |                                                    |                      |                             |                  |               |  |
| 16 | 16         | Big Time Jordin Sparks (Big Time Sparks)           | Stewart Schill       | Jed Spingarn                | 18 juni 2010     | 117           |  |
| Gustavo is van mening dat de jongens ongeluk brengen en vertelt hen om weg te blijven bij Jordin Sparks als zij in Palmwoods verblijft en bij Rocque records weg als zij aan het opnemen is. Logan en Carlos worden de gelukspatrouille en proberen haar te beschermen, maar Jordin valt per ongeluk in een put. Kendall probeert haar te helpen, maar Jo komt erachter en denkt dat hij vreemdgaat. De jongens nemen een duet op met Jordin Sparks. |            |                                                    |                      |                             |                  |               |  |
| 17 | 17         | Big Time Hollywood Koorts (Big Time Fever)         | Jonathan Judge       | Jed Spingarn                | 26 juni 2010     | 112           |  |
| De jongens ontdekken dat James de "Hollywood koorts" heeft, nadat hij een bruiningsspray heeft gebruikt die zijn huid een oranje kleur geeft. Gustavo vertelt aan Kendall, Carlos en Logan dat zij James weer bij zinnen moeten brengen, of anders zal Gustavo hem vervangen. De drie gaan achter James aan, maar Carlos krijgt de Hollywoodkoorts van de Jennifers. Gitaar dude geeft Logan een set bongo's en vertelt hem om te relaxen waardoor ook Logan de Hollywood koorst krijgt. Nu is het aan Kendall om de andere drie weer bij zinnen te krijgen. |            |                                                    |                      |                             |                  |               |  |
| 18 | 18         | Big Time Videoclip (Big Time Video)                | Jonathan Judge       | Ron Holsey                  | 31 juli 2010     | 118           |  |
| Als Camille geen acteerklus meer krijgt, zal ze Palm Woods moeten verlaten. De jongens beloven haar, en aan iedereen in Palm Woods, een rol in hun aankomende videoclip. Gustavo verbiedt dit. De jongens besluiten zelf een video te maken, met Marcos Del Posey als de regisseur. Ze filmen een video voor "City is Ours", met behulp van de gestolen auto van Mr. Bitters en Camille en al hun Palm Woods-vrienden. Gustavo vindt de video zo goed, dat hij de auto van Mr. Bitters koopt en de auto aan de jongens geeft. |            |                                                    |                      |                             |                  |               |  |
| 19 & 20 | 19 & 20    | Big Time Concert                                   | Savage Steve Holland | Scott Fellows & Lazar Saric | 20 augustus 2010 | 119 & 120     |  |
| Als Big Time Rush' eerste album bijna uitkomt, annuleert Griffin het album, de tour en het concert en dwingt de jongens terug te keren naar Minnesota. James weigert om de muziekwereld te verlaten en voegt zich bij Gustavo's aardrivaal, Hawk. Gustavo moet $ 2.000.000 betalen aan Griffin om Big Time Rush terug te kopen van Griffin. Gustavo verkoopt alles wat hij heeft en haalt de jongens terug naar Los Angeles. Omdat James nu bij Hawk Records opneemt, houden ze een auditie om een nieuwe James te vinden. Ze kunnen niemand vinden en besluiten om een trio te worden. James wordt ondertussen met de feiten geconfronteerd en besluit om weg te gaan bij Hawk Records en terug naar Gustavo en de jongens. James keert terug, en ze bereiden zich voor op het concert. |            |                                                    |                      |                             |                  |               |  |

## Seizoen 2 (2010 - 2012)
| Nr. | Aflevering | Titel                  | Regisseur            | Schrijver                                                   | Uitzenddatum      | Productiecode |  |
| --- | ---------- | ---------------------- | -------------------- | ----------------------------------------------------------- | ----------------- | ------------- |  |
| 21 | 1          | Welcome Back, Big Time | Scott Fellows        | Scott Fellows                                               | 25 september 2010 | 201           |  |
| De jongens keren terug van hun zes weken durende tour, triomfantelijk en moe en moeten een inhaalslag maken op hun schoolwerk dat ze gemist hebben, om van hun cijfergemiddelde een 6+ te kunnen maken en om zo op te kunnen treden bij het Rocktoberfest. Kendall en Jo's relatie wordt op de proef gesteld wanneer Jo een rol in de nieuwe tv-serie New Town High heeft gekregen en Kendall moet zien om te gaan met Jo's tegenspeler Jett Stetson. Jo vertelt aan Kendall dat hij haar maar moet vergeten. Als Kendall ziet dat Jo er niet is, besluit Kendall dat hij het nieuwe liedje wil zingen. Als Big Time Rush een concert geeft, komt Jo naar voren. |            |                        |                      |                                                             |                   |               |  |
| 22 | 2          | Big Time Fans          | Jonathan Judge       | Lazar Saric                                                 | 1 oktober 2010    | 202           |  |
| De jongens krijgen visite van hun eigen stadsvriend Jenny Tinkler. Zij wil graag een beroemde zangeres worden, maar is een grootste kluns. Dit komt doordat een van de jongens via hun eigen website advies en reactie heeft gegeven aan de fans. De jongens gaan haar helpen om toch een beroemde zangeres te worden. James geeft advies aan een jongen die een grootste fan is. Helaas heeft de jongen James uitgeschakeld en vastgesloten in een kooi. Katie komt er later achter dat James in een kooi zat en opent de kooi. Jammer dat James nu assistent is van Katie door een handtekening op een contract. Logan probeert om de luchtinstallatie in Rocque Records de ventilatie uit te schakelen. |            |                        |                      |                                                             |                   |               |  |
| 23 | 3          | Big Time Girlfriends   | Stewart Schill       | Jed Spingarn                                                | 11 oktober 2010   | 203           |  |
| Logan en Camille hebben eindelijk een relatie, maar wanneer James, Camille helpt voor een auditie van een film en ze ook nog samen gaan kussen, raakt Logan helemaal buiten zichzelf van woede. James en Logan gaan met elkaar vechten, zodat Logan weer een normale relatie kan krijgen. Gustavo krijgt van een meisje te horen dat zij de eerste vriendin is van Carlos. Gustavo probeert samen met het meisje om Carlos de relatie gelijk te verbreken en beter kan zingen in een uitmaakliedje. Kendall en Jo kunnen elkaar niet zo vaak zien, omdat Jo in een druk tijdschema zit. |            |                        |                      |                                                             |                   |               |  |
| 24 | 4          | Big Time Live          | Mort Nathan          | Mark Fellows & Keith Wagner                                 | 15 oktober 2010   | 204           |  |
| De jongens komen op de televisie in een ochtendshow A.M. LA. wanneer de jongens te horen krijgen van de regisseur dat de planning helemaal uitloopt en dat het optreden van de jongens helemaal niet meer doorgaat. De jongens proberen om meer tijdwinst te krijgen, om bijvoorbeeld de onderdelen van de ochtendshow te laten versnellen en verkorten. Alleen de bewakers en de regisseur proberen om dit te voorkomen. Katie speelt een DS spelletje om het spel helemaal uit te spelen. Haar moeder is aan het slapen, omdat zij moe is en buikpijn heeft. Griffin inspecteert de studio van Gustavo en Kelly. Hij inspecteert of de studio helemaal in een goede staat is en dat het helemaal schoon is. Griffin geeft aan hen steeds te veel onvoldoende voor een paar onderdelen. |            |                        |                      |                                                             |                   |               |  |
| 25 | 5          | Big Time Halloween     | Paul Lazarus         | Jessica Gao                                                 | 22 oktober 2010   | 205           |  |
| Het is Halloween bij Palm Woodssylvanië en de jongens zijn tot de volgende monsters geworden. James is een vampier, Logan is een zombie, maar met uitgevallende ledematen. Carlos is Franken-Carlos en Kendall is een weerwolf, maar hij probeert ook om zijn identiteit te laten verbergen voor Jo. James is ook nog verliefd op een vampier moordenaar die hem ook nog een echte vampier te laten maken. Logan eet zijn eigen lichaam ook nog op. Griffin geeft aan Gustavo een advies om hen weer normaal te laten worden. De jongens moeten ook nog gaan optreden. Gustavo probeert dit om een machine te laten gebruiken. De machine raakt helemaal in de mankementen. |            |                        |                      |                                                             |                   |               |  |
| 26 | 6          | Big Time Sneakers      | Johnathan Judge      | Scott Fellows                                               | 5 november 2010   | 206           |  |
| James en Logan kopen een paar sneakers. Ze kunnen heel veel geld ermee verdienen door aan de president te geven. Jo komt in een tijdschrift voor, maar Kendall raakt helemaal in paniek doordat Jo en medespeler Jett samen in een tijdschrift komen en ze steeds in de pers komen. Kendall en Jo hebben een idee om Jett in een dierentuin te laten zetten met een dier en beroemd maken door de pers. Kendall wil graag weer vaker met Jo om. Carlos en Katie beter gezegd Robin en Hoodie proberen om een snoepautomaat goedkoper te maken. Bitters maakt het flink duurder, omdat hij voice-over lessen neemt. |            |                        |                      |                                                             |                   |               |  |
| 27 | 7          | Big Time Pranks        | Savage Steve Holland | Lazar Saric                                                 | 19 november 2010  | 207           |  |
| De jongens houden een jaarlijkse poetsgebakkendag. De meisjes willen graag ook meedoen, omdat zij hebben gehoord dat meisjes niet kunnen poetsbakken. Dus het wordt een strijd tussen de jongens tegen de meisjes. Gustavo en Kelly draaien hun rollen om, omdat Griffin graag hun poetsgebakken zijn. Griffin raakt zelf in de poetsgebakken, omdat hij suikerstaafjes uit de kast pakt, maar alle suikerstaafjes vallen op zijn lichaam. Logan assisteert dr. Hollywood, omdat hij echt slechte voorkeuren geeft. De jaarlijkse poetsgebakkendag is gewonnen door Kendall en Katie, maar helaas mag niemand twee weken het zwembad in, omdat zij op Mr. Bitters hebben natgespoten. |            |                        |                      |                                                             |                   |               |  |
| 28 & 29 | 8 & 9      | Big Time Christmas     | Savage Steve Holland | Mark Fellows & Keith Wagner (Deel 1) Scott Fellows (Deel 2) | 4 december 2010   | 209 & 210     |  |
| De jongens willen heel graag weer terug naar Minnesota om daar kerst te gaan vieren. Voordat hun vlucht gaat, heeft Griffin besloten om hen niet weg te laten gaan voordat hun kerstliedje is ingezongen. Dit betekent dat de jongens geen kerst kunnen vieren in hun eigen stad. Als ze hun eerste liedje inzingen, heeft Griffin gezegd dat ze twee liedjes moeten inzingen, maar dan met een duet. De jongens zingen hun eerste duet met Miranda Cosgrove en hun tweede duet met Snoop Dogg. Ondertussen pakt mevr. Knight alle spullen in, maar zij moet nog betalen voor de belasting van de bagage die vol met cadeaus erin zit. Katie geeft aan Mr. Bitters een raar vakantie gejuich. |            |                        |                      |                                                             |                   |               |  |
| 30 | 10         | Big Time Guru          | Jonathan Judge       | Jed Spingarn                                                | 8 januari 2011    | 208           |  |
| Gustavo is erg woedend over het gedrag van de jongens. Als Kendall, Gustavo echt van woedend tot nog erger maakt, rennen ze naar hun appartement. De jongens vragen Buddha Bob voor snelle hulp en hij gebruikt tegen Gustavo een Himalayaans aap middel. Gustavo wordt rustig, en zo rustig dat hij niets meer weet. Als hij zo verder doorgaat, kan hij geen liedjes meer schrijven en wordt hij ontslagen. Kelly en Kendall proberen hem weer ernstig agressief te laten maken. Logan heeft een nieuwe Style-app gedownload. Hij gedraagt zich alsof hij populair is en doet James na. Hierdoor gaat James zijn style weg, en wordt hij ziek. Carlos krijgt adviezen van een papegaai, maar hij krijgt van de papegaai te horen dat hij nog 24 uren te leven heeft. Dus hij gaat in de badkamer wonen, omdat hij zich daar veilig voelt voor de buitenwereld. Katie probeert daar een oplossing voor te vinden. Als de jongens later weer normaal worden, moeten ze nog een nieuw liedje zingen, gelukkig krijgt Gustavo weer hetzelfde gedrag als vroeger. |            |                        |                      |                                                             |                   |               |  |
| 31 | 11         | Big Time Crush         | Carlos Gonzalez      | Lazar Saric                                                 | 5 februari 2011   | 212           |  |
| De jongens willen graag naar de film: Kiss and Tell, maar ze moeten ook nog een date regelen. Carlos wil graag eens een date en daarbij helpen Kendall en Jo. Echter, Carlos heeft later twee meisjes gekozen om samen mee naar de film te gaan. Logan is verliefd op een meisje Peggy. Maar hij denkt dat Camille hem terug wil , maar toch heeft Camille al een date. James probeert Katie en haar date Kyle niet naar de film te laten gaan en te laten kussen, want hij denkt dat ze daar nog te jong voor zijn. De jongens eindigen zonder een date, en ze gaan samen naar de film: Kiss and Tell. |            |                        |                      |                                                             |                   |               |  |
| 32 & 33 | 12 & 13    | Big Time Beach Party   | Savage Steve Holland | Jed Spingarn & Jessica Gao                                  | 21 februari 2011  | 214 & 215     |  |
| De jongens hebben een deal gemaakt met Griffin, als zij de nummer 1 van hun album hebben gehaald. Ze hebben het gehaald, dus de jongens gaan samen met hun vrienden van Palm Woods naar het strand waar ook een strandhuis is in Malibu. Kendall kan helaas niet samen met Jo gaan vieren, omdat zij opnames moet maken voor een film. Kendall krijgt later een meisje (Sandy) mee te maken, dat ze haar fan is. Jo komt daar later achter en ze wordt hier boos erover. James vindt tijdens het surfen een meisje (Annie). Camille probeert om James met Annie een stel van te maken. Logan en Carlos zijn op zoek naar goud en geld. Ze ontmoeten ook Patchy de Piraat (Tom Kenny). Samen zoeken zij naar de schat. Helaas loopt het helemaal fout af. Katie wil graag de manager zijn van Russel Brand. Gustavo en Kelly proberen om de jongens weer terug te halen naar Los Angeles, omdat zij bang voor worden dat de jongens niet meer gaan zingen en voor altijd op het strand blijven. |            |                        |                      |                                                             |                   |               |  |
| 34 | 14         | Big Time Songwriters   | Jonathan Judge       | Jessica Gao                                                 | 5 maart 2011      | 211           |  |
| Griffin wil graag nog een extra nummer hebben voor het album B.T.R.. Gustavo heeft twee songwriters, maar vanwege hun verschillende meningen vechten ze met elkaar en kunnen ze niet een liedje schrijven. Gustavo gaat dan maar zelf een liedje schrijven. De jongens willen graag ook een liedje schrijven, maar Gustavo wil dat niet. Dus de jongens sturen hem naar de Palm Woods Spa, waar hij voor de gek wordt gehouden door Katie, Camille en Buddha Bob. Uiteindelijk lukt het de jongens toch een liedje schrijven. Kandall en Carlos schrijven een liedje met het woordje "Oh", maar Logan en James schrijven een liedje met het woordje "Yeah". Dit gaat leiden tot een ruzie, omdat ze graag alle materialen/ideeën willen stelen. Na het vechten, komen ze met de woordjes "Oh" en "Yeah" een idee om "Oh Yeah" van te maken. Ze zingen het liedje samen en Griffin keurt dit goed. |            |                        |                      |                                                             |                   |               |  |
| 35 | 15         | Big Time Reality       | Jonathan Judge       | Mark Fellows & Keith Wagner                                 | 26 maart 2011     | 216           |  |
| Griffin wil een realityshow voor de jongens, omdat hijzelf en de kijkers graag willen weten wat er in hun dagelijkse leven gebeurt. Carlos en James doen een vechtpartij, Logan en Camille doen alsof ze een slechte relatie hebben en Kendall probeert om alle camera's uit te schakelen, omdat hij naakt was tijdens het zwemmen. Katie mag niet in de realityshow zitten, omdat zij geen contract heeft getekend en Gustavo en Kelly moeten verplicht voor de camera gaan staan. De jongens willen dit niet en ze gaan naar Griffin om zijn realityshow te laten vertonen. Daarna vindt hij dit ook niet goed en ontslaat de regisseur. |            |                        |                      |                                                             |                   |               |  |
| 36 | 16         | Big Time Girl Group    | Jon Rosenbaum        | Scott Fellows                                               | 9 april 2011      | 213           |  |
| Gustavo begint met een meisjesband genaamd: Kat's Crew. De jongens zijn jaloers dat hun nieuwe single "I Know You Know" aan Kat's Crew wordt overgenomen. Daarna beginnen ze met een oorlog tussen Big Time Rush & Kat's Crew. Gustavo wil dat niet en hij stuurt Big Time Rush even weg. De jongens worden Boys in the Attic, dat Gustavo's eerste boyband was. Gustavo vertelt dat dit hetzelfde is gebeurd met Angel Angels. Om dit te laten voorkomen ontslaat Gustavo Kat's Crew. De jongens willen heel graag een single en videoclip met ze opnemen voordat ze weggaan. Ondertussen proberen om mvr. Knight en Katie beste vrienden te gaan worden. |            |                        |                      |                                                             |                   |               |  |
| 37 | 17         | Green Time Rush        | Savage Steve Holland | Jessica Gao                                                 | 22 april 2011     | 219           |  |
| De jongens en zijn klasgenoten moeten voor maatschappijleer een project doen. Het project gaat over het verbeteren van het milieu. Wie het beste idee heeft, krijgt een week vrij van school. Logan gaat samen met een pestkop, Carlos gaat samen met James en Kendall gaat samen met Jett. Carlos en James komen eerst met geen ideeën, maar dan komen ze het idee over een koe. Helaas mag van Mr. Bitters niet dat er een koe is in Palm Woods. Carlos en James proberen dit te laten ontvluchten en het is een slechte idee. Logan en die pestkop konden het eerst niet met elkaar samen, maar later werken ze toch goed samen om later hun project netjes te laten inleveren. Kendall heeft een goed idee over de waslijn, alleen het is te vol en gevaarlijk. Kendall kan ook niet met Jett samenwerken, omdat hij heel erg veel energie verbruikt per dag. Kendall krijgt een idee om Jett in een zichtbare doos te laten stoppen en vast te laten binden. Hij levert dit als project in, hoe Jett de hoeveelheid energie verbruikt per dag. Kendall en Jett hebben gewonnen. Alleen Kendall en Jett moeten in die week naar de gouverneur en Kendall vindt dit heel vervelend om met Jett mee te gaan. Katie heeft een idee om bij Rocque Records de piepschuimbekertjes te laten vervangen door papierenbekertjes. Alleen Griffin is hierop tegen, maar Gustavo, Kelly, Katie en Obdul proberen om dit toch te laten veranderen. |            |                        |                      |                                                             |                   |               |  |
| 38 | 18         | Big Time Moms          | Savage Steve Holland | Scott Fellows                                               | 7 mei 2011        | 217           |  |
| Het is Moederdag en de jongens willen graag hun moeders verrassen. Alleen James' moeder, die een populaire cosmeticalijn heeft, haalt James op en gaan ze samen naar hun eigen stad om een familiebedrijf te gaan beginnen. De andere jongens proberen om de band te laten behouden. Ze proberen om James' moeder te overtuigen dat James echt kan zingen en goed is, maar zijn moeder wil gewoon met hem mee naar huis. Dus de andere drie moeders gaan een ingreep plegen om James toch te laten blijven. Mr. Bitters' moeder komt bij zijn zoon op bezoek en wil graag een zaak oprichten. Katie probeert samen met Mr. Bitters dit goed te zetten. |            |                        |                      |                                                             |                   |               |  |
| 39 | 19         | Big Time Prom Kings    | Scott Fellows        | Scott Fellows                                               | 21 mei 2011       | 221           |  |
| De Palm Woods school organiseert een eigen schoolfeest. De jongens willen heel graag de koning zijn van het feest. Alleen ze moeten een date hebben. Carlos neemt een van de Jennifers, alleen hij weet niet zeker of hij het goede neemt. Hij maakt met ze uit, maar de Jennifers zijn erg kwaad en vallen ze hem aan. Kendall wil met Jo mee, alleen Jo heeft geen tijd, omdat zij naar haar vader toe gaat. Logan is jaloers dat Camille met een ander jongen is gegaan. Dus James probeert de koning te zijn en Camille de koningin. Alleen James wordt tegengehouden door drie bodyguards wanneer hij Aubrey Stewart (Kristen Stewart) nadoet. Dus James en Logan zijn de winnaars, alleen Logan is de koning, maar James is de koningin. |            |                        |                      |                                                             |                   |               |  |
| 40 | 20         | Big Time Break-Up      | Stewart Schill       | Lazar Saric                                                 | 25 juni 2011      | 218           |  |
| Jo krijgt een rol in een grote bioscoopfilm die werd opgenomen in Nieuw-Zeeland voor 3 jaar. Jo liegt tegen Kendall en zegt dat zij de rol niet krijgt. Later komt Katie al snel achter dat Jo liegt en eigenlijk heel graag wil meespelen, maar dat ze Kendall niet wil achterlaten. Katie vertelt het aan Kendall en hij voelt zich schuldig. En maakt het daarom uit zodat Jo de film kan doen. Als zij Palm Woods verlaat, vergeet Kendall hun afscheidskus. Kendall gaat samen met de jongens zo snel mogelijk naar het vliegveld om Jo de afscheidskus te geven. James is verliefd op Selana (een zangeres die een single opneemt bij Gustavo). Ze beginnen een 3-dagen relatie, waarin een hele relatie zich afspeelt in 3 dagen. Later maken ze het uit, omdat Gustavo niet wil dat James depressief wordt als Selana weg is. Carlos wil niet zijn helm van zijn hoofd halen. Kelly en Logan proberen om zijn helm af te pakken. |            |                        |                      |                                                             |                   |               |  |
| 41 | 21         | Big Time Single        | Savage Steve Holland | Mark Fellows & Keith Wagner                                 | 23 juli 2011      | 225           |  |
| De jongens helpen om Kendall weer te laten opvrolijken, nadat hij Jo heeft uitgemaakt. Ze maken een nieuwe zomerliedje. Kendall zegt later dat hij nooit weet of hij en Jo samen een gebroken hart hebben. Dit gaan ze even oplossen. Dus James, Carlos en Logan gaan met een meisje daten en dan gaan ze later ook uitmaken. James date met de Jennifers en Logan date met Camille. Wanneer Kendall eindelijk opgelucht raakt, wordt James boos, omdat de Jennifers hem uit ging maken. Zij breken zijn "Nooit gedumpte zaken" record. Carlos wordt ook boos, omdat hij alleen al 12 minuten lang date met een meisje met een rode shirt. Het is ook zijn 12 minuten van zijn leven. Ondertussen gaat Gustavo en zijn schrijvers proberen om een zomerliedje te gaan schrijven. |            |                        |                      |                                                             |                   |               |  |
| 42 | 22         | Big Time Wedding       | Stewart Schill       | Jed Spingarn                                                | 20 augustus 2011  | 220           |  |
| De koning en de prinses van Kerplankistan, waar de liedjes van Big Time Rush de nummer 1 is, gaan Amerika bezoeken. Echter, de koning wil graag dat zijn dochter trouwt met een van de jongens. James wil niet met de prinses gaan trouwen. Dus hij probeert om niet met de prinses te gaan trouwen. Later is het helaas niet gelukt en hij gaat met de prinses trouwen. De andere jongens proberen tijdens de trouwerij een modderjongen aan te bieden. De prinses raakt verliefd op de jongen en ze gaan met elkaar trouwen. De jongens zijn opgelucht. Ondertussen komt Katie erachter dat Buddha Bob een immigrant is die van Canada komt. Hij wordt misschien binnenkort weer teruggestuurd naar Canada. Dus Katie probeert om Buddha Bob met mevr. Knight te gaan trouwen, zodat hij nog in Amerika kan blijven. Ze gaan trouwen, maar Buddha Bob's achternaam is Poopsalot. Echter, Mr. Bitters heeft geen vergunning als ambtenaar, dus ze zijn niet echt getrouwd. |            |                        |                      |                                                             |                   |               |  |
| 43 | 23         | Big Time Rocker        | Carlos Gonzalez      | Jessica Gao                                                 | 24 september 2011 | 223           |  |
| Er komt een rockster bij de Palm Woods. De rockster is een achttienjarig meisje genaamd Lucy Stone. James en Carlos willen graag met haar bevriend zijn. Kendall wil graag met Gustavo en Kelly dat Lucy samen met Big Time Rush rockt om haar nieuwe liedje te laten zingen. Logan raakt depressief, omdat Camille een rol krijgt in een film. Logan onderzoekt ook wat zij aan het doen is en Camille steelt al het geld in het kantoor van Mr. Bitters. Lucy wil graag met ze daten, maar al snel maken de jongens met haar uit. Wel vertelt Lucy op het nieuws dat Big Time Rush een nieuw liedje zingen op hun tourbus. |            |                        |                      |                                                             |                   |               |  |
| 44 | 24         | Big Time Strike        | Jonathan Judge       | Lazar Saric                                                 | 10 oktober 2011   | 224           |  |
| De jongens moeten van Gustavo liedjes op gaan nemen die in een album komt. Gustavo is verplicht om dit te gaan doen, want anders komt een meneer langs die gevaarlijke situaties doet. Katie en de jongens helpen om Gustavo ook grappen gaan uit halen, maar Gustavo wil dat niet. Dit leidt tot een ruzie. Mevr. Knight is verplicht om iets aan huishouden te doen. Dit is door Katie voorgesteld. Gustavo is op zoek naar een nieuwe band, om dan de stemmen op elkaar te gaan lijken met de jongens. De jongens maken een videoclip voor Gustavo, om weer terug te laten komen. De videoclip is erg slecht, dus ze halen mevr. Knight om aan Gustavo weer de jongens terug te laten halen. Gustavo vindt het goed en ze maken een nieuw liedje. Griffin wil graag dat de jongens even een pauze neemt na de opnames. |            |                        |                      |                                                             |                   |               |  |
| 45 | 25         | Big Time Contest       | Joe Menendez         | Mark Fellows & Keith Wagner                                 | 15 oktober 2011   | 222           |  |
| Vier fans van Big Time Rush hebben de wedstrijd van de tijdschrift Pop Tiger gewonnen. Ze mogen met een van de jongens een dag met elkaar omgaan. Kendall gaat met een jongen om genaamd: Bobby. Bobby raakt ook nog verliefd op Katie, maar Bobby verdwijnt erg snel, nadat zij snel hem gaat verliezen. Kendall, Gustavo en Kelly zoeken naar die jongen. Logan gaat met een oude vrouw om genaamd: Bruna. Zij weet eigenlijk helemaal niet over de jongens. Logan houdt er hiermee gelijk op, maar ze gaan samen een rondje door LA reizen. James verwisselt steeds met zijn meisjes (Jennette en Tiffany). Carlos voelt dat de opeenvolgende meisjes steeds beter wordt. Bij een feestje gaat Katie met Bobby dansen, Bruna vindt een leuke jongen Muriela, Jennette en Tiffany gaan feesten met Carlos en James besteed aan zijn buffet. |            |                        |                      |                                                             |                   |               |  |
| 46 | 26         | Big Time Superheroes   | Savage Steve Holland | Scott Fellows                                               | 29 oktober 2011   | 226           |  |
| Hawk steelt het tweede album van Big Time Rush. De jongens, Gustavo en Kelly proberen om dit terug te krijgen. Ze gaan naar Hawk Records, maar helaas worden ze gearresteerd en in de gevangenis gegooid. Kelly probeert de cel open te gooien en dat lukt. Helaas worden ze al snel weer terug de gevangenis erin gegooid, maar nu zonder spullen. De jongens worden dan superhelden. James wordt een Bandanaman, Kendall wordt The Slapshot, een ijshockeyspeler. Carlos wordt een held die vuur geeft en tegen de ruimte en stenen kan. Logan wordt The Surgeon!. Gustavo wordt Super Gustavo. Kelly wordt een rondvormige hoofd vrouw. Eigenlijk vindt zij een slecht idee dat ze zo is. Jennifer, Buddha Bob en Katie worden de Clog Busters. |            |                        |                      |                                                             |                   |               |  |
| 47 | 27         | Big Time Secret        | Jonathan Judge       | Scott Fellows & Dan Serafin                                 | 5 november 2011   | 227           |  |
| Lucy speelt een spelletje genaamd: "Wat is de slechte dingen die je ooit hebt gedaan naar een persoon in deze kamer dat hij of zij er niet van weet?". James vertelt aan Carlos dat er een meisje komt genaamd: Heather Fox. Carlos raakt verliefd met die meisje. James zoekt uit wat Heather doet. Zij is bij de Colossal Studios en zij komt in een commercial. Ze eindigen samen met Carlos in een presentatie van Kamp Wonky Donky dag bij de Palm Woods. Lucy ziet dat Kendall en Camille met elkaar daten, maar ze zoeken uit wat Logan moet doen. Mevr. Knight stuurt met dozen vol met chocoladerepen bij de studio van Gustavo en Kelly. Het recept is een familiegeheim vanwege de smaak. Heather gaat later weer weg en zij vertelt aan Carlos dat zij verliefd is op James, dit is trouwens een geheim. Carlos vertelt dit toch aan James. Mevr. Knight maakt het recept veel beter waardoor er veel suiker erin zit. Kendall en Camille leren kunstschaatsen. Eigenlijk doen ze voor hockey, maar dit is een geheim. De jongens komen daar later achter en ze komen in een pijnlijke wedstrijd tegen elkaar. |            |                        |                      |                                                             |                   |               |  |
| 48 | 28         | Big Time Interview     | Savage Steve Holland | Jessica Gao, Mark Fellows & Keith Wagner                    | 19 november 2011  | 229           |  |
| De jongens krijgen een interview van de burgemeester van Hollywood. De jongens blikken ook terug naar hun leuke momenten, onthullende plaatjes en geheimen. |            |                        |                      |                                                             |                   |               |  |
| 49 | 29         | Big Time Move          | Savage Steve Holland | Lazar Saric                                                 | 28 januari 2012   | 228           |  |
| De jongens zijn aan het vechten, waardoor de jongens zullen gaan verhuizen en uit elkaar gaan. James gaat naar een andere appartement en neemt een seniorenbedrijf over. Logan gaat naar het zwembad van Palm Woods. Carlos gaat naar een hut in de Palm Woods Park, en ze beseffen het ook dat er na een vechtpartij een slechte situatie is en de vriendschap zal ook nog voorbij zijn. |            |                        |                      |                                                             |                   |               |  |

## Big Time Movie (2012)
| Titel | Regisseur            | Schrijver     | Uitzenddatum  | Uitzenddatum      |  |
| --- | -------------------- | ------------- | ------------- | ----------------- |  |
| Big Time Movie | Savage Steve Holland | Scott Fellows | 10 maart 2012 | 23 september 2012 |  |
| De leden van Big Time Rush gaan naar Londen om een concert te houden. Ze gaan daarna ook een wereldconcert geven. Maar voordat ze dat gaan doen, vinden ze in hun hotelkamer een tas met een wapen. Ze gaan daarna als geheime agenten werken om de bandieten te gaan pakken. |                      |               |               |                   |  |

## Seizoen 3 (2012)
| Nr. | Aflevering | Titel                | Regisseur       | Schrijver                   | Uitzenddatum      | Productiecode |  |
| --- | ---------- | -------------------- | --------------- | --------------------------- | ----------------- | ------------- |  |
| 50 | 1          | Backstage Rush       | Stewart Schill  | Scott Fellows               | 12 mei 2012       | 301           |  |
| De jongens doen hun laatste wereldconcert in Toronto in Canada. Ze proberen om een record te halen voor het verkleden na een liedje. Dat doen ze om op de Wall of Fame te komen. Carlos wordt steeds op de hielen gezeten door enkele Franse agenten omdat Carlos tijdens hun tour, illegaal een krekel uit Frankrijk heeft meegenomen. Logan leest een boek over Stephen Hawking en Kelly probeert om bij het podium te komen, omdat de trampoline op de podium op instorten staat. |            |                      |                 |                             |                   |               |  |
| 51 | 2          | Big Time Returns     | Scott Fellows   | Scott Fellows               | 25 juni 2012      | 302           |  |
| De jongens komen weer terug van hun tour en er gebeurt van alles. Kendall en James strijden om niet met Lucy te gaan praten. Logan probeert om haar vriendin Camille weer een relatie te gaan maken. Tevens komt een liedje van Big Time Rush op de radio, dus er moet een liedje gekozen worden. Alleen Carlos moet een liedje kiezen van Griffin met Love Me, Love Me of van Gustavo met Elevate. Carlos besluit om samen met zijn jongens een nieuw liedje op de radio te laten draaien. Mr. Bitters geeft een rondleiding over de jongens, dat in de Palm Woods plaatsvindt. Tevens hebben de jongens een weddenschap gemaakt over meisjes of eten. Als ze een van de weddenschappen overtreden, moeten ze in hun ondergoed lopen op de Palmwoods. |            |                      |                 |                             |                   |               |  |
| 52 | 3          | Bell Air Rush        | David Kendall   | Mark Fellows & Keith Wagner | 2 juli 2012       | 303           |  |
| Gustavo besluit om de jongens te gaan verhuizen naar Bell Air, omdat de jongens worden verstoord door de paparazzi. De jongens verhuizen, maar als ze een paar regels van de buurt overtreden, worden ze door de buurtbewoners gewaarschuwd. De jongens willen graag weer terug naar Palmwoods, maar de jongens mogen nooit meer weg, omdat er een reputatie is voor deze buurt. Ze bedenken verschillende plannen, maar dat lukt niet. Gustavo besluit om in te grijpen, dat hij met de verhuiswagen aankomt. Ze gaan zo snel mogelijk weg, want anders gaat het fout. Verder probeert Gustavo Bell Air binnen te komen, Katie heeft een probleem over citroenen van Fabio, waar Fabio later meeverhuist en de jongens worden verstoord door een rare fan. |            |                      |                 |                             |                   |               |  |
| 53 | 4          | Big Time Double Date | Joe Menendez    | Jed Spingarn                | 9 juli 2012       | 304           |  |
| Kendall heeft een diner met Lucy en haar ouders die denken dat ze een klassieke muzikant is. Logan en Camille hebben een meningsverschil waardoor ze uit elkaar gaan en Camille besluit om op een date te gaan met Jett. Hierdoor besluit Logan om uit te gaan met een meisje dat dezelfde interesses heeft als hij. Carlos heeft een date met een van de Jennifers en James helpt hem terwijl Carlos dat eigenlijk niet wil. |            |                      |                 |                             |                   |               |  |
| 54 | 5          | Big Time Merchandise | Carlos Gonzalez | Jed Spingarn                | 16 juli 2012      | 305           |  |
| De jongens hebben een hekel aan de Big Time Rush producten van Griffin die op de Selmart komt. Dus ze proberen om andere producten te bedenken. Alleen het is te moeilijk om de producten op de markt te brengen. Dus de jongens, Gustavo, Kelly en Griffin gaan naar de Selmart om toch de producten van Big Time Rush op de markt te brengen. Alleen daar zorgt nog meer problemen voor. Verder heeft Mr. Bitters problemen met kinderen die aan karate doen in de lobby en moet Katie een nieuwe band kopen in de Palmwoodswinkel voor de badjas van mevr. Knight verwisselen. |            |                      |                 |                             |                   |               |  |
| 55 | 6          | Big Time Surprise    | Julian Petrillo | Scott Fellows               | 22 september 2012 | 306           |  |
| Kendall wil Lucy mee uit vragen, maar Lucy's ex-vriendje Beau komt langs in Palmwoods om haar terug te krijgen. Een tijdje later betrapt Kendall Beau zoenend met een ander meisje uit Palmwoods. Samen met James, Camille en Jett probeert Kendall Beau nog een keer te betrappen met een camera. Alleen elke keer als ze het proberen mislukt het plan. Toch hoort Lucy Beau praten over zijn vreemdgaan en besluit meteen dat Beau weer weg moet naar huis. In de lift vraag Kendall Lucy mee uit. Daarna zoenen ze. Als de liftdeur opengaat, is hun zoen gezien door Kendall's eerdere vriendin Jo, die net terug is in Palmwoods. |            |                      |                 |                             |                   |               |  |
| 56 | 7          | Big Time Decision    | Jonathan Judge  | Lazar Saric & Jed Spingarn  | 29 september 2012 | 307           |  |
| Jo legt haar terugkomst naar Palm Woods uit: haar filmcarrière in Nieuw-Zeeland kwam al vroeg ten einde door de negatieve reacties van het publiek. Kendall weet niet zeker of hij en Lucy bij elkaar zijn gekomen tijdens Jo's afwezigheid en of hij nog gevoelens voor Jo koestert. Lucy en Jo komen allebei langs bij appartement 2J om te zeggen dat als Kendall niets van zich laat horen ze allebei uit Palm Woods vertrekken. Carlos moet kiezen aan wie hij zijn extra flesje zombiedrank geeft, aan James of aan Mr. Bitters. Katie stuit op Kendall buiten bij Rocque Records, nadat zij het bedrijf voor een opdracht van school drie uur heeft geleid. Ze zegt tegen hem dat hij moet gaan wandelen, dat zal zijn hoofd leegmaken en hem in staat stellen om zijn hart te volgen. Na zijn wandeling klopt Kendall op de deur van appartement 3I. Jo doet de deur open. Kendall heeft besloten om weer met Jo te gaan.                  |            |                      |                 |                             |                   |               |  |
| 57 | 8          | Big Time Babysitting | Jonathan Judge  | Dan Serafin                 | 13 oktober 2012   | 308           |  |
| Kendall en Logan moeten gaan babysitten met een rocker genaamd Babylace. Een nadeel is dat hij vaak een hartaanval heeft. De reden voor de babysitting is, omdat Gustavo en Kelly zijn kleedkamer in de Hall of Rock goed moet maken. Als de jongens goede babysitters zijn, dan mogen ze als VIP komen in de Hall of Rock. Helaas ontbreekt er jellybeans in zijn kleedkamer. Gustavo en Kelly proberen om van Puppy Dog de jellybeans terug te halen. Echter heeft hij het alles opgegeten. Verder probeert Kendall zijn relatie recht te zetten met Jo en James en Carlos moeten van mevr. Knight babysitten met Katie, alleen zij probeert om naar buiten en van de jongens af te komen. |            |                      |                 |                             |                   |               |  |
| 58 | 9          | Big Time Gold        | Nisha Ganatra   | Mark Fellows & Keith Wagner | 20 oktober 2012   | 311           |  |
| Kendall is de verjaardag van Jo vergeten. Hij gaat samen met Logan een cadeau kopen. Hij heeft een halsketting gekocht. Echter, als Camille ziet dat Logan een halsketting heeft gekocht, neemt ze aan voor een jubileum. Kendall probeert om de halsketting aan Jo te geven. Later maken Kendall en Logan de halsketting in tweeën en hun vriendinnen horen dat. Ze vinden dat niet erg en gaan ze samen een avondje eten. James en Carlos proberen achter te komen welk liedje op de gouden BTR plaat staat. Terwijl Gustavo hen tegenhoudt om het gouden platina te gaan gebruiken. Later gebruikt Gustavo het gouden platina en draait de muziek, terwijl er verkeerde muziek opstaat. Katie en Buddha Bob richten een eigen oliebedrijf op, op de Palmwoodspark. Mr. Bitters komt erachter en gaan ze samenwerken. Later komt de rijksinspecteur om Bitters aan te houden, omdat hij (als eigenaar) illegaal olie uit de grond heeft gehaald. |            |                      |                 |                             |                   |               |  |
| 59 | 10         | Big Time Camping     | David Kendall   | Lazar Saric                 | 27 oktober 2012   | 309           |  |
| De jongens willen graag kamperen. Echter, zij mogen niet van Gustavo, omdat hij zich zorgen maakt over hun veiligheid. De jongens gaan toch kamperen en gaan samen met de meisjes (Jo, Camille en De Jennifers). Ze kamperen niet in het echt, maar in een studio met een nagebouwde kampeerdecor. Ze besluiten om een jongens- en een meisjeskamp te maken. Dit, omdat ze graag willen weten wie het beste is in kamperen. Gustavo en Kelly proberen om de jongens en de meisjes weg te halen uit de studio. Het loopt gevaarlijk af, dus ze gaan buiten kamperen voor ingang van Rocque Records. Verder gaan Katie en mevr. Knight kamperen voor de winkel, om te wachten voor een nieuwe iSlab 3. Mr. Bitters en Jett proberen om hen geen iSlab 3 te krijgen, maar ze krijgen het toch. |            |                      |                 |                             |                   |               |  |
| 60 | 11         | Big Time Rescue      | Joe Menendez    | Lazar Saric                 | 3 november 2012   | 310           |  |
| Carlos gaat met De Jennifer om. Kendall en Jo proberen de relatie te verbreken. James en Logan adopteren 12 honden, omdat het hondenasiel de honden niet meer kan gebruiken. Katie en Gustavo zitten vast in Gustavo's kluis en ze proberen om het goede wachtwoord te raden en de kluis te kunnen openen. |            |                      |                 |                             |                   |               |  |
| 61 | 12         | Big Time Bloopers    | Scott Fellows   | Dan Serafin                 | 10 november 2012  | 312           |  |
| De jongens hebben een aflevering gemaakt genaamd Big Time Bear. Helaas hebben ze de tape op de grond gegooid, waarna de tape is beschadigd en verdwenen. Ze hebben besloten om een bloopersshow te maken, die wordt gepresenteerd door Stephen Kramer Glickman en Ciara Bravo. In deze show worden de bloopers en extra beelden (de stunts, grappige beelden en personages die zich verkleden als een beer) uit seizoen 1, 2 en 3 vertoond. |            |                      |                 |                             |                   |               |  |

## Seizoen 4 (2013)
| Nr. | Aflevering | Titel              | Regisseur            | Schrijver                   | Uitzenddatum | Productiecode |  |
| --- | ---------- | ------------------ | -------------------- | --------------------------- | ------------ | ------------- |  |
| 62 | 1          | Big Time Invasion  | Savage Steve Holland | Scott Fellows               | 3 mei 2013   | 401           |  |
| Er is een Britse invasie op komst in de muziekbusiness, en Big Time Rush is bang dat dit hun carrière zal beëindigen. Om dit te voorkomen, besluiten ze om nieuwe managers in te huren. Ze worden het niet eens over wie ze hiervoor moeten nemen, dus nemen Kendall en Carlos de eerste en James en Logan de tweede. Ondertussen zoekt Katie een nieuwe beste vriendin om over jongenste praten, maar Mr. Bitters heeft Palm Woods omgetoverd tot een plaats voor zakenmannen, dus probeert ze samen met Buddha Bob ervoor te zorgen dat ze weggaan. |            |                    |                      |                             |              |               |  |
| 63 | 2          | Big Time Scandal   | Savage Steve Holland | Lazar Saric                 | 9 mei 2013   | 402           |  |
| Big Time Rush wordt beschuldigd van schandalen: Lucy Stone heeft een album uitgebracht over een slechte break-up met een jongen, er wordt gesuggereerd dat die jongen Kendall is, Carlos probeert een bij te slaan achter een oma, maar wordt ervan beschuldigd dat hij oma's slaat en Logan wordt beschuldigd van het bestelen van een oma, terwijl het zijn bedoeling was om te helpen. Ondertussen verspreidt James het gerucht dat hij een duet doet met Cher Lloyd. Aan het einde bevestigt Lucy in een persconferentie dat het liedje niet over Kendall gaat. Ook komt Lucy weer in Palm Woods wonen. |            |                    |                      |                             |              |               |  |
| 64 | 3          | Big Time Lies      | Jonathan Judge       | Dan Serafin                 | 16 mei 2013  | 403           |  |
| Lucy probeert Kendall terug te krijgen, maar Kendall liegt daarover tegen Jo en zegt dat er niets aan de hand is. Ondertussen liegen James en Carlos tegen Gustavo over het vernielen van zijn kantoor en verzinnen een verhaal over een overval. Logan liegt tegen Camille dat hij ziek is, omdat hij niet mee wil naar een vreselijk toneelstuk. Aan het eind verontschuldigt Lucy zich tegenover Kendall en Jo en biecht op dat ze Kendall niet terug wil. Ze wilde alleen maar drama creëren dat zou helpen om een nieuwe song te schrijven. Carlos en James leren een lesje over liegen en Logan vindt het toneelstuk geweldig. |            |                    |                      |                             |              |               |  |
| 65 | 4          | Big Time Bonus     | Stewart Schill       | Mark Fellows & Keith Wagner | 23 mei 2013  | 404           |  |
| Griffin geeft de jongens een bonus van 20.000 dollar en wil dat de jongens hem bewijzen dat ze hun geld op een verantwoordelijke manier uitgeven. Kendall wil investeren in sinaasappels, maar hij koopt per ongeluk een hele vrachtwagen vol met sinaasappels. James koopt een slang om indruk te maken op Lucy, maar ze blijkt helemaal niet van slangen te houden en dan verliest hij de slang. Carlos koopt een Personal Assistent en Logan kan het niet laten om mensen fooien te geven. Aan het eind hebben ze geen van allen meer geld, maar ze kopen snoep van hun laatste dollar. Door het snoep komt James' slang weer terug, ze verkopen de slang voor 100 dollar en met dat geld huren ze Carlos' assistent voor 1 extra uur in. Hij zegt dat ze Kendalls sinaasappels moeten verkopen aan zijn oude baas. Daarna hebben ze hun 20.000 dollar weer terug en ze laten het zien aan Griffin. Het schijnt dat Griffin de sinaasappels heeft gekocht. |            |                    |                      |                             |              |               |  |
| 66 | 5          | Big Time Cameo     | Savage Steve Holland | Jed Spingarn                | 30 mei 2013  | 405           |  |
| Gustavo boekt de jongens voor veel pijnlijke tv-shows "gastrollen", dus besluiten ze om geen "gastrollen" meer te doen, totdat ze worden geboekt voor "Coco.0", een show waar Carlos gek op is en een knappe hoofdrolspeelster heeft, Dara. Maar Dara's gemene stiefmoeder beheerst haar leven altijd en besluit wat ze zal eten en met wie ze datet, dus Carlos kan haar niet kussen. Samen met Kendall creëert Carlos een plan zodat Carlos Dara kan kussen. Ondertussen proberen James en Logan binnen te glippen bij de show van "Yo Gabba Gabba" om daar lekker eten vandaan te halen en proberen Gustavo, Kelly en Katie om een beter script te schrijven voor Big Time Rush's "gastrol". |            |                    |                      |                             |              |               |  |
| 67 | 6          | Big Time Tour Bus  | Carlos Pena, Jr.     | Scott Fellows               | 6 juni 2013  | 411           |  |
| Big Time Rush is onderweg naar hun concert in San Diego in hun tourbus, maar ze komen vast te zitten in het verkeer. Kendall en Carlos filmen de hele tijd om een videofilm van te maken. Logan en James hebben kamergenoot problemen, als de 3 andere leden zeggen dat ze niet kamergenoot kunnen zijn met Logan, voelt hij zich beledigd, terwijl Kendall ontdekt dat een Big Time Rush haat sites en daar staat dat ze hun mening willen veranderen over Big Time Rush. Ondertussen, Victoria Justice houdt de menigte in bedwang totdat Big Time Rush aankomen en mevrouw Knight en Katie zitten ook vast in het verkeer. Aan het einde, Kendall leert dat de enige manier om te gaan met haters is om ze te negeren, James leert dat Logan is echt een goede kamergenoot is en ze hebben allemaal een muziekvideo "Crazy voor U" gemaakt. Uiteindelijk komen ze aan bij het concert.                                                                     |            |                    |                      |                             |              |               |  |
| 68 | 7          | Big Time Pranks II | Jonathan Judge       | Lazar Saric                 | 13 juni 2013 | 406           |  |
| De Palm Woods poetsgebakkendag wordt weer opnieuw gespeeld en deze keer is er een strijd tussen de kinderen en de volwassenen. Logan poets zichzelf uit en wordt "The Prankster Gangster", levert poetsgereedschappen aan de kinderen. Eerst verslaan de kinderen de volwassenen, maar Griffin brengt later zwarte spel en mevr. Knight en Gustavo krijgen confetti draagraketten voor Logan, het spel is hard. Aan het einde is er een strijd tussen Kendall, Katie en mevr. Knight. Mevr. Knight wint en besluit om de "poetsgebakkendag" volgend jaar terug te komen. |            |                    |                      |                             |              |               |  |
| 69 | 8          | Big Time Rides     | Savage Steve Holland | Keith Wagner                | 20 juni 2013 | 407           |  |
| James koopt een motorfiets om indruk te maken op Lucy. Kendall leert Jo hoe je een auto moet besturen en Carlos en Logan hebben een kinderwagen van hout gemaakt. |            |                    |                      |                             |              |               |  |
| 70 | 9          | Big Time Tests     | Savage Steve Holland | Mark Fellows                | 27 juni 2013 | 408           |  |
| Logan doet samen met Carlos een test om dokter te worden, alleen Logan heeft een score van 38% en Carlos 100%. Carlos geeft aan al zijn patiënten als raad om Corndogs te eten. Logan probeert ondertussen een andere baan te zoeken, maar later probeert hij nogmaals om voor de test te slagen. Carlos kwam aan de score 100%, omdat hij het woord 'corndogs' had getekend. James laat Kendall een vriendenquiz doen die Kendall niet nodig vindt. Gustavo, Kelly en Katie moeten van Griffin verschillende producten uittesten van RCM. |            |                    |                      |                             |              |               |  |
| 71 | 10         | Big Time Cartoon   | Jonathan Judge       | Scott Fellows               | 11 juli 2013 | 409           |  |
| De jongens komen overeen om te verschijnen in een videogame, maar dankzij een verwarring, komen ze in een nieuwsbericht over buitenaardse wezens. Ondertussen, in de Palm Woods verliest Buddha Bob zijn geheugen na het bekijken van The Fairly OddParents en denkt dat hij Cosmo is, een fee. Katie en mevrouw Knight proberen om zijn geheugen terug te krijgen. |            |                    |                      |                             |              |               |  |
| 72 | 11         | Big Time Break Out | Jonathan Judge       | Nate Knetchel               | 18 juli 2013 | 410           |  |
| Op een feestje bij Rocque Records, vieren ze het uitbrengen van hun derde studioalbum. Griffin vraagt de jongens wie van hen Big Time Rush wil verlaten en uitbreken. Carlos wil een grote Broadwayhit worden, Logan een quizmaster, James heeft aspiraties om solo-zanger te worden met zijn nieuwe album, Break Out Dreams, en Kendall wil gewoon echt de band terug samen te brengen. |            |                    |                      |                             |              |               |  |
| 73 & 74 | 12 & 13    | Big Time Dreams    | Dan Serafin          | Scott Fellows               | 25 juli 2013 | 412 & 413     |  |
| De jongens zijn uitgenodigd voor de 24ste Teen Choice Awards, waar ze genomineerd zijn en geboekt zijn om de show af te sluiten. Maar voordat de groep het podium op kan, ontdekken ze iets dat het publiek wil hersenspoelen. BTR moet dus de gemene mannen verslaan en zorgen dat de show doorgaat zoals gepland. Hiermee eindigt ook de tv-serie Big Time Rush.(Er komt waarschijnlijk geen seizoen 5 omdat ze zich willen concentreren op hun muziek.) |            |                    |                      |                             |              |               |  |